# Usine Stellantis de Sterling Heights
Sterling Heights Assembly (SHAP) est une usine de fabrication d’automobiles située à Sterling Heights, dans le Michigan, actuellement exploitée par Stellantis. 

## Histoire
L'usine a été ouverte par Chrysler sous sa division de missiles en 1953 pour produire des missiles. Le Sterling Stamping, situé à proximité, a ouvert ses portes en 1965.
Après la modernisation de l'usine en 2006, la chaîne de montage et l'outillage des Stratus (seconde génération) et Sebring sortants ont été vendus à GAZ et expédiés à l'usine de cette société à Nijni Novgorod en Russie. GAZ a continué à produire la Dodge Stratus sous licence jusqu'en 2010, commercialisée sous le nom de Volga Siber.
Le 6 mai 2009, il a été annoncé que l'usine d'assemblage de Sterling Heights serait fermée d'ici décembre 2010 mais que l'usine de pièces adjacente resterait ouverte. La décision du conseil d'administration de Chrysler de fabriquer le nouveau modèle 200 a permis à l'usine de construire ce modèle et d'être sauvée. 
En 2010, Chrysler a acheté l’usine à Old Carco LLC pour vingt millions USD. L'usine conserva ses 1 200 employés actuels. Chrysler inaugura un nouvel atelier de peinture à son usine le 21 juin 2011. Cela intervient après l'annonce d'un investissement de 850 millions de dollars en octobre 2010.
Lorsque la production de la Chrysler 200 a été arrêtée en décembre 2016, FCA a annoncé que l'installation de Sterling Heights recevrait un investissement de 1,49 milliard de dollars afin de se réoutiller pour construire le pick-up RAM 1500 de la prochaine génération, qui sera transféré de la Warren Truck Assembly afin de construire le tout nouveau Jeep Wagoneer.

## Produits actuels
- RAM 1500 (2019-en cours)

## Anciens produits
- Assemblée de Sterling Heights 
  - Chrysler 200 Berline (2011-2017) et Cabriolet (2011-2014)
  - Lancia Flavia Cabriolet (2011-2014)
  - Dodge Avenger (2008-2014)
  - Chrysler Sebring Berline (2001-2010) et décapotable (1996-2010)
  - Plymouth Breeze (1996-2000)
  - Dodge Stratus (1995-2006)
  - Chrysler Cirrus (1995-2000)
  - Dodge Daytona (1992-1993)
  - Dodge Shadow / Plymouth Sundance (1987-1994)
  - Chrysler LeBaron GTS / Dodge Lancer (1985-1989)